# Аммоний Александрийский
Аммоний Александрийский — христианский писатель и философ, автор комментария на Евангелия от Матфея и от Иоанна.
В середине III века Аммоний Александрийский составил «Гармонию Евангелий», или «Диатессарон», в которой он делил Евангелия на отделы, известные под названием «аммониевых секций», которые Евсевий Кесарийский, по его собственному признанию, использовал в качестве отправной точки для создания своих канонов.
Если перевод другого раннего образца евангельской гармонии — «Диатессарона» Татиана — на латинский язык был сделан епископом капуйским Виктором (ум. в 554 г.) и часто перепечатывался, то копий сочинения Аммония не сохранилось.
Евсевий Кесарийский упоминает о сочинении Аммония Александрийского под названием «Согласие Моисея и Иисуса», но оно не дошло до настоящего времени.